# Wayne Isham
Wayne Isham (nascido em 1958) é um diretor estadunidense de videoclipes que já dirigiu videoclipes de vários artistas populares como Roxette, Mötley Crüe, Britney Spears, Simple Plan, Avenged Sevenfold, Pantera, *NSYNC, Shania Twain, Metallica, Keith Urban, Godsmack, Leona Lewis, Aaliyah, Pink Floyd, Sheryl Crow, Joss Stone, Madonna, Michael Jackson, Kelly Clarkson, Avril Lavigne, Def Leppard, Bon Jovi, Muse, Adam Lambert, Ricky Martin, Ever After High, entre outros.